# Saison 6 de Dead Zone
Chronologie
Saison 5
Cet article présente le guide de la sixième et dernière saison du feuilleton télévisé américain Dead Zone.

## Diffusion
- Aux États-Unis, la saison a été diffusée du 17 juin 2007 au 16 septembre 2007 sur USA Network.
- En France, la saison a été diffusée du 26 janvier 2008 au 8 mars 2008 dans La Trilogie du Samedi sur M6.

## Épisodes

### Épisode 1:Tragédie
- États-Unis : 17 juin 2007[1]
- France : 26 janvier 2008 sur M6

### Épisode 2:Folie
- États-Unis : 24 juin 2007
- France : 2 février 2008 sur M6

### Épisode 3:L'Espoir
- États-Unis : 1er juillet 2007
- France : 2 février 2008 sur M6

### Épisode 4:Le Cirque
- États-Unis : 8 juillet 2007
- France : 9 février 2008 sur M6

### Épisode 5:Asphyxie
- États-Unis : 15 juillet 2007
- France : 9 février 2008

### Épisode 6:L'Appât
- États-Unis : 22 juillet 2007
- France : 16 février 2008 sur M6

### Épisode 7:Imposture
- États-Unis : 29 juillet 2007
- France : 16 février 2008 sur M6

### Épisode 8:Puzzle
- États-Unis : 5 août 2007
- France : 23 février 2008 sur M6

### Épisode 9:Le Pêché
- États-Unis : 12 août 2007
- France : 23 février 2008 sur M6

En plein baptême de Hope, Johnny a une vision du prêtre exécutant un exorcisme.

### Épisode 10:Diva
- États-Unis : 19 août 2007
- France : 1er mars 2008 sur M6

### Épisode 11:L'Exil
- États-Unis : 26 août 2007
- France : 1er mars 2008 sur M6

### Épisode 12:Guet-apens
- États-Unis : 9 septembre 2007
- France : 8 mars 2008 sur M6

### Épisode 13:Renaissance
- États-Unis : 16 septembre 2007
- France : 8 mars 2008 sur M6